# Perfect Strangers (serie de televisión de 2001)
Perfect Strangers, sin títulos para su distribución en castellano, es una miniserie de la BBC 2 estrenada en 2001. Fue escrita y dirigida por Stephen Poliakoff, y fue protagonizada por Michael Gambon, Lindsay Duncan y Matthew Macfadyen. 
En Estados Unidos fue emitida por la BBC América con el título Almost Strangers, para no confundirla con la comedia de situación homónima Perfect Strangers.

## Sinopsis
Una familia de la alta sociedad inglesa se reúnen en un lujoso hotel donde la desconfianza, la disfunción y la desesperación están invitados a la fiesta. La reunión, más que un encuentro emotivo, se asemeja más a una conferencia, pues muchos de los asistentes ni siquiera se conocen. Entre ellos encontramos a Raymond (Gambon), la oveja negra de la familia, o a su hijo Daniel (Macfadyen), un topógrafo que, fiel a su profesión, hace evaluación las líneas de falla que atraviesan a la familia. Detrás de todo esto se esconde una sensación de malestar que se hace notar con bromas profundamente desagradables.

## Personajes
- Michael Gambon ...  Raymond
- Lindsay Duncan ...  Alice
- Matthew Macfadyen ...  Daniel
- Claire Skinner ...  Rebecca
- Toby Stephens ...  Charles
- Jill Baker ...  Esther
- Timothy Spall ...  Irving
- Anton Lesser ...  Stephen
- Michael Culkin ...  Sidney
- Kelly Hunter ...  Poppy
- Kathleen Byron ...  Edith
- Muriel Pavlow ...  Violet
- Sheila Burrell ...  Grace
- Peter Howell ...  Ernest
- Tony Maudsley ...  Peter
- Camilla Power ...  Martina
- Marianne Borgo ...  Nazik

## Premios

### Premios BAFTA
| Año  | Categoría                                             | Actor                          | Resultado   |
| ---- | ----------------------------------------------------- | ------------------------------ | ----------- |
| 2002 | Mejor actor de televisión                             | Michael Gambon                 | Ganador     |
| 2002 | Mejor actriz de televisión                            | Lindsay Duncan                 | Nominada    |
| 2002 | Best Drama Serial                                     | Stephen Poliakoff John Chapman | Nominado(s) |
| 2002 | Best Editing (Fiction/Entertainment)                  | Paul Tothill                   | Nominado    |
| 2002 | Best Original Television Music                        | Adrian Johnston                | Nominado    |
| 2002 | Best Photography and Lighting (Fiction/Entertainment) | Cinders Forshaw                | Nominado    |